# The Park (Praha)
The Park je komplex dvanácti kancelářských budov u dálnice D1 na pražském Chodově. Má celkovou pronajímatelnou plochu 116 000 m². Byl postaven mezi roky 2003 až 2008 developerem AIG/Lincoln. Navrhl ho architektonický ateliér Jakuba Ciglera – Jakub Cigler Architekti. U jako jedné z prvních kancelářských budov v Praze zde byl velký důraz kladem na návrh veřejného prostoru mezi budovami a jeho landscaping. V areálu tak vznikly první veřejné parky v České republice od roku 1938. Poblíž komplexu se nachází stanice metra Chodov a obchodní centrum Westfield Chodov.
Čtyři z budov vlastnila společnost Degi Europa, dalších sedm Degi International a dvanáctou Degi Global Business. V roce 2013 dosavadní vlastník, skupina tří německých investičních fondů, společnost Aberdeen Asset Management Deutschland AG, oznámila dokončení prodeje celého komplexu pobočce přední globální firmy pro soukromé investice Starwood Capital Group. Podle prodejce se jednalo o historicky největší transakci s kancelářskými objekty na pražském trhu s nemovitostmi. Cena nebyla zveřejněna, Jan Král z RE/MAX Commercial ji odhadoval okolo 8 miliard korun.
V roce 2016 komplex kupovala německá společnost Deka Immobilien ze skupiny Deka Group za nezveřejněnou cenu, podle odhadů za částku odpovídající asi 10 miliardám korun.
V komplexu sídlí řada nadnárodních firem jako jsou Accenture, DHL, IBM, Honeywell, Samsung a mnoho dalších.